# Didymocarpus heucherifolius
Didymocarpus heucherifolius är en tvåhjärtbladig växtart som beskrevs av Hand.-mazz.. Didymocarpus heucherifolius ingår i släktet Didymocarpus och familjen Gesneriaceae. Inga underarter finns listade i Catalogue of Life.